# Bauerntheater

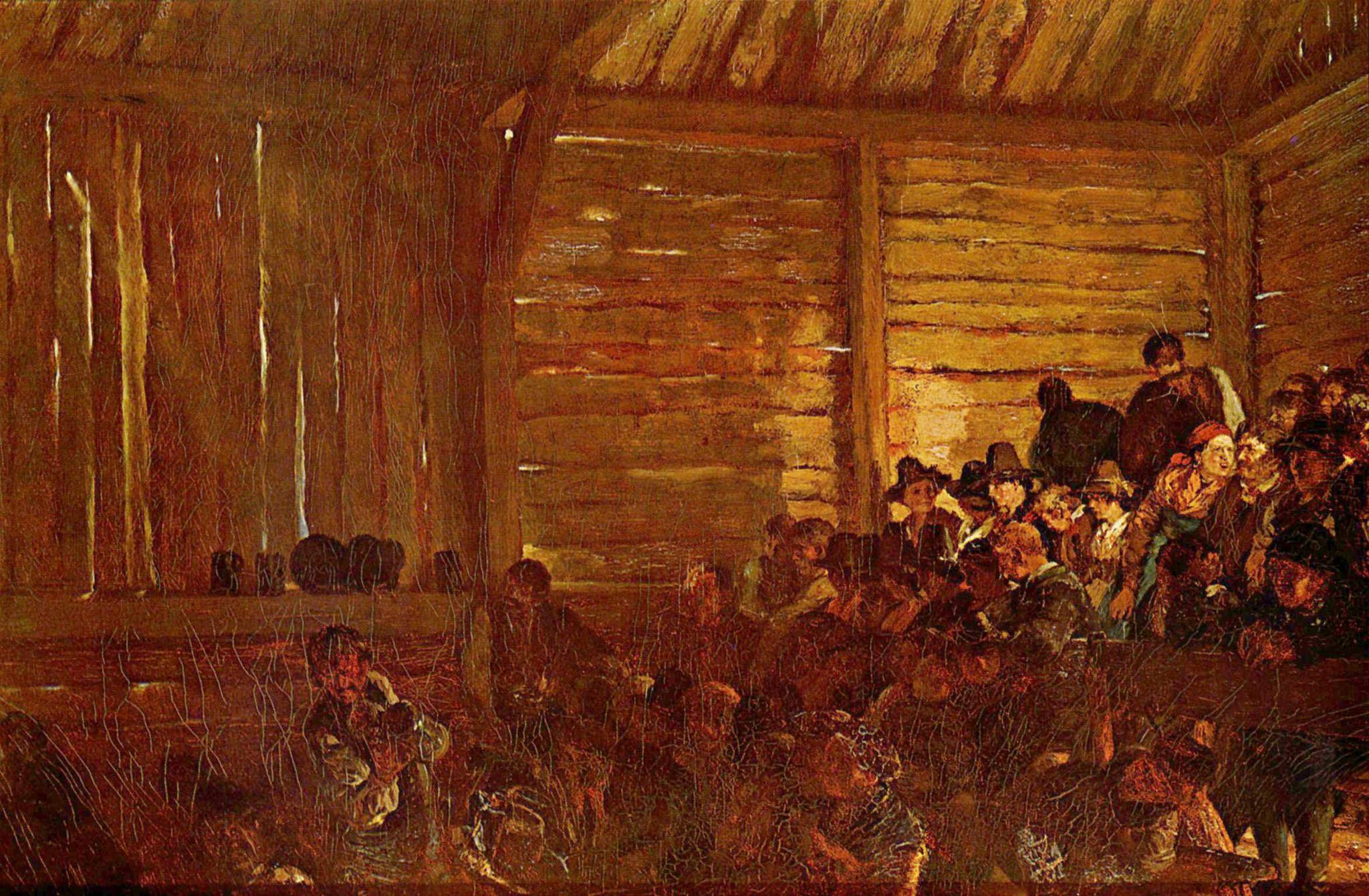
Adolph von Menzel: Bauerntheater in Tirol

Unter Bauerntheater versteht man eine dramatische Form und darüber hinaus eine Spielstätte oder Institution, in der volkstümliche, burleske Stoffe dargeboten werden.
Häufig handelt es sich dabei um Komödien. Der Ort der Handlung ist meist in geographischer Nähe zum Spielort angesiedelt, die Personen der Handlung sind der Landbevölkerung entnommen. Bei den Darstellern handelt es sich meist um Laien oder Amateure, jedoch sind aufgrund der Professionalisierung auch hauptberufliche Darsteller, die eine Ausbildung zum Schauspieler absolviert haben, nicht selten. Zum Teil haben sich feste Gruppen etabliert, es gibt auch einige Bühnen, die sich ausschließlich diesem Genre widmen. Übergänge gibt es bisweilen zum Volkstheater.

## Spielstätten
- Freudenberger Bauernbühne
- Berchtesgadener Bauerntheater
- Regensburger Bauerntheater
- Grödiger Bauerntheater
- Stubaier Bauerntheater
- Schlierseer Bauerntheater